# Husumgade
 Der er for få eller ingen kildehenvisninger i denne artikel, hvilket er et problem. Du kan hjælpe ved at angive troværdige kilder til de påstande, som fremføres i artiklen.

Husumgade er en vej på Ydre Nørrebro i København. Gaden blev anlagt i 1880'erne og 1890'erne, da bebyggelsen på Nørrebro passerede Jagtvej. Gaden blev navngivet i 1885 efter den daværende landsby Husum, nu en bydel i København. Gaden er en del af en større gruppe i kvarteret, der er opkaldt efter nordsjællandske lokaliteter.
Gaden rummer blandt andet Elefanthuset, der blev opført af stukkatør H.C. Scheidig i 1903. Det folkelige navn skyldes angiveligt, at de to hoveddøre flankeres af fire elefanthoveder, som har foranlediget, at ejendommen står opført i Max Havelaar Fondens elefantguide.
Ejendommen repræsenterer et af de sjældne eksempler på jugendstil i København, og den er som en af få i et boligområde, der i øvrigt domineres af prunkløs arkitektur, kendt bevaringsværdig af Københavns Kommune. Facaden prydes derudeover af blandt andet ugler, svaner og gribbe, hvoraf en har givet ejendommen dens officielle navn, Gribsholm.
Efter Danmarks befrielse var en del af Den Danske Brigade indkvarteret på Havremarkens Skole i Husumgade.
Den danske forfatter Katrine Marie Guldager udgav i 2001 langdigtet "Ankomst, Husumgade".